# ヤンデックスマップ
ヤンデックスマップ (ロシア語: Яндекс Карты, ラテン文字転写: Yandex Maps) は、ヤンデックスが開発したロシア語のウェブマッピングサービスである。2004年にサービスが開始された。

## 概要
Google マップなどと同様に全世界の詳細な地図を提供するとともに、車、徒歩、自転車などの交通手段および公共交通機関について目的地へのルートと到着予定時刻を提供するナビゲーション機能を備える。 Google ストリートビューに相当するストリートパノラマを表示する機能もある。
ヤンデックスマップはロシア国内で最もポピュラーなウェブマッピングサービスである。 ロシア国内では1ヶ月辺り約1,150万人のユーザーがおり、全世界では2,000万人を超えている。

## 地図としての特徴
基本的なレイヤーとしては通常の地図や航空写真のほか、航空写真と地図データを組み合わせた「hybrid」表示に対応している。地図上の地点間の距離を測定する機能や、住所や施設名を入力し場所を検索する機能も備えている。
地図の収録範囲は当初、ロシアおよび隣国ウクライナのみに限られていたが、現在は全世界の地図が収録されている。詳細な都市の地図は当初モスクワ・サンクトペテルブルク・キーウの3都市のみにおいて提供されていた。この詳細地図も当初は住所の検索には対応しておらず、施設の検索のみに対応していたが、後に住所での検索にも対応するようになった。
モバイル端末向けのアプリもリリースされており、iOS・Android・Windows Phone向けにアプリケーションがリリースされている。

### ストリートパノラマ
街並みのパノラマ写真写真を表示させることができる機能。チェルノブイリ原子力発電所事故の影響で住民が避難しゴーストタウンとなったウクライナ北部の街チェルノブイリ・プリピャチのパノラマ写真や、エベレストのパノラマ写真も収録されている。

### マップエディタ
かつて存在したGoogle マップメーカー・Google ビルディング メーカーに相当する機能で、ユーザーの手でマップ上に新しいデータを編集し作成することができる。建物オブジェクトを描画する機能のほか、建物の高さや道路の通行方向、また建物内に入居する組織のデータを追加する機能も実装されている。Yandexアカウントを登録しログインしているユーザーであればWeb上で公開されているエディタを通じて誰でも編集可能であるが、実際にマップ上で公開されるためには複数の他のユーザーからの承認が必要となる。

### Yandexトラフィック
主要な道路や高速道路の混雑状況をリアルタイムで地図上に表示するサービス。ユーザーのモバイル端末から取得したGPSの位置情報を用いて、地図の道路上に混雑状況を表示する。

## 批判
以下のような批判がなされている。
- Googleマップと比較して、航空写真モードの解像度が低い[6]。
- 詳細な都市の地図とストリートパノラマ機能はロシアおよび一部の東欧諸国にしか用意されていない。詳細な都市の地図はロシアのほかベラルーシ・ウクライナ・トルコ・カザフスタンのみ収録されている。ストリートパノラマ機能は前述の5ヶ国に加え、アルメニア・ウズベキスタンでも使用できる。